# Kamienica przy ulicy Ariańskiej 15 w Krakowie
Kamienica przy ulicy Ariańskiej 15 – zabytkowa kamienica znajdująca się w Krakowie, w dzielnicy II przy ulicy Ariańskiej, na Wesołej.
Kamienica została wzniesiona w 1906 roku według projektu architekta Władysława Kleinbergera. W 1958 roku odbył się remont budynku.
26 stycznia 1989 kamienica została wpisana do rejestru zabytków. Znajduje się także w gminnej ewidencji zabytków.